# Сотникова, Елена Олеговна
Елена Олеговна Сотникова (род. 26 декабря 1964, Ялта, Крымская область) — украинский и российский юрист, муниципальный деятель, политик. Министр юстиции Крыма (2014). Глава администрации города Ялты (2017—2018).

## Биография
Родилась 26 декабря 1964 года в Ялте. В 1984 году окончила Харьковское медицинское училище по специальности «зубной техник». В 1984—1985 годах контролер станочных и слесарных работ на Волжском автомобильном заводе. В 1986—1987 годах зубной техник медсанчасти № 18 в Куйбышеве. В 1987—1990 годах зубной техник ортопедического отделения медсанчасти № 19 в Куйбышеве. В 1990—1995 годах социальный работник Ялтинского территориального центра обслуживания пенсионеров. В 1995—1996 годах мастер ЧП «Эра» в Ялте. В 1996—2001 годах секретарь-референт, помощник нотариуса Ялтинского нотариального округа Сотникова В. П.. В 2001 году закончила Таврический национальный университет им. В. И. Вернадского, специальность правоведение.
В 2001—2003 и в феврале-ноябре 2004 — начальник Ялтинского городского управления юстиции АРК. В 2003—2004 годах ведущий специалист отдела нотариата ГУ юстиции Министерства юстиции Украины в АРК в Симферополе. В 2004—2007 годах частный нотариус Киевского городского нотариального округа. В 2007—2008 годах частный нотариус Ялтинского городского нотариального округа. В 2008—2010 годах начальник Управления нотариата Главного управления юстиции в Киеве. С мая 2010 по август 2013 года начальник Главного управления юстиции Министерства юстиции Украины в Крыму. В марте-мае 2014 года министр юстиции Крыма. Член партии «Единая Россия» с 2014 года. В мае-ноябре 2014 заместитель начальника ГУ Министерства юстиции РФ по Республике Крым и Севастополю, уволилась после проведения служебной проверки. В 2014—2017 годах советник Председателя Государственного Совета Крыма. В 2016—2018 годах секретарь Ялтинского отделения Всероссийской политической партии «Единая Россия». В июле-декабре 2017 года 1-й заместитель главы администрации Ялты, одновременно с июля 2017 — и. о. главы.
Утверждалась на должность главы дважды в октябре 2017, и после отмены судом результатов конкурса и повторного конкурса в декабре 2017. С декабря 2017 по апрель 2018 года глава администрации Ялты.
10 апреля 2018 написала заявление об увольнении по собственному желанию, которое утвердили депутаты на внеочередной 64-й сессии.
С мая 2018 года советник Председателя Государственного Совета Крыма. В 2019—2020 годах заместитель руководителя Аппарата Госсовета Крыма — начальник Управления государственной службы, кадров и наград.
- Заслуженный юрист Автономной республики Крым (4 июня 2013).